# Darren Barnard
Darren Sean Barnard (Rinteln, 30 novembre 1971) è un ex calciatore inglese naturalizzato gallese, di ruolo centrocampista.

## Carriera

### Club
Ha giocato nella prima e nella seconda divisione inglese.

### Nazionale
Tra il 1998 ed il 2004 ha giocato 22 partite con la nazionale gallese.